# Annual Review of Genomics and Human Genetics
Annual Review of Genomics and Human Genetics, abgekürzt Annu. Rev. Genomics Hum. Genet. ist eine jährlich erscheinende Fachzeitschrift, die Übersichtsartikel veröffentlicht. Die Erstausgabe erschien im September 2000. Die Zeitschrift veröffentlicht Artikel zu wichtigen Entwicklungen in dem Gebiet der Genomik soweit die Humangenetik und das menschliche Genom betreffen. Ein besonderes Interesse gilt der Genomstruktur und -funktion, genetischen Modifikationen, Populationsgenetik und menschlicher Evolution. Ebenfalls von großer Bedeutung sind alle Aspekte von genetisch verursachten menschlichen Erkrankungen sowie die individualisierte Medizin.
Der Impact Factor des Journals lag im Jahr 2012 bei 9,5. Nach der Statistik des ISI Web of Knowledge wird das Journal mit diesem Impact Factor in der Kategorie Genetik und Vererbung an elfter Stelle von 161 Zeitschriften geführt.
Herausgeber sind Aravinda Chakravarti (Johns Hopkins University, Baltimore, USA) und Eric D. Green (Bethesda, USA).